# Новотумбагушево
Новотумбагу́шево (рос. Новотумбагушево, башк. Яңы Томбағош) — присілок у складі Шаранського району Башкортостану, Росія. Входить до складу Старотумбагушевської сільської ради.
Населення — 136 осіб (2010; 155 у 2002).
Національний склад:
- марійці — 93 %